# ソナポケイズム SUPER BEST
『ソナポケイズム SUPER BEST』（ソナボケイズム・スーパー・ベスト）は、日本の音楽グループ・Sonar Pocketが2013年9月3日に徳間ジャパンコミュニケーションズから発売した1枚目のベスト・アルバムである。

## 内容
デビューから5年を迎えるにあたって初めてリリースされるベスト盤。配信含めた全シングル表題曲、4作のオリジナルアルバムから選曲された30曲と新録音1曲を収録。生産限定盤・通常盤共通で歌詞とは異なる40Pブックレット（内容はそれぞれ異なり、限定盤はディスコグラフィー、通常盤はフォトブック）が、生産限定盤はMVとライブのDVD2枚も併せて付属。

## 収録曲

### DISC-1 〜LOVE〜
1. 365日のラブストーリー。(4:53)
9thシングル、3rdアルバム収録
2. 好きだよ。〜100回の後悔〜(5:18)
1stデジタルシングル、2ndアルバム収録
3. 100年先まで愛します。(5:44)
2ndデジタルシングル、2ndアルバム収録
4. 失恋 〜君は今、幸せですか？〜(5:20)
6thデジタルシングル、4thアルバム収録
5. ラブレター。〜いつだって逢いたくて〜(5:13)
8thシングル、3rdアルバム収録
6. 二人いつまでも(4:49)
4thシングル、1stアルバム収録
7. ゴメンね…。〜お前との約束〜(4:28)
3rdデジタルシングル、9thシングルカップリング、3rdアルバム収録
8. 遠恋だけど逢えない時間もアイシテル。(5:01)
7thシングルカップリング、2ndアルバム収録
9. 「でも…。でも…。でも…。」(5:25)
4thデジタルシングル、3rdアルバム収録
10. 君と見る未来。(5:41)
11thシングル、4thアルバム収録
11. 片想い。〜リナリア〜(5:14)
13thシングル、アルバム初収録
12. 涙(5:02)
2ndシングル、1stアルバム収録
13. 線香花火 〜8月の約束〜(4:44)
14thシングル、アルバム初収録
14. Promise(4:57)
1stシングル、1stアルバム収録
15. 夜空咲いた星の下で。〜I promise you〜(4:54)
新録曲

### DISC-2 〜LIFE〜
1. あなたのうた(4:30)
6thシングル、2ndアルバム収録
2. 月火水木金土日。〜君に贈る歌〜(4:38)
10thシングル、3rdアルバム収録
3. 世界で一番ステキな君へ。(4:55)
5thデジタルシングル、3rdアルバム収録
4. ネバギバ！(4:17)
7thシングル、2ndアルバム収録
5. 友達に贈る歌(4:53)
3rdシングル、1stアルバム収録
6. 泣いてもいいんだ(4:16)
3rdアルバム収録
7. 支え(5:16)
1stアルバム収録
8. マイペース(4:23)
2ndアルバム収録
9. スタートライン！(3:52)
13thシングル両A面、アルバム初収録
10. アリガトウ(4:41)
5thシングル、1stアルバム収録
11. 君へ…(4:38)
2ndアルバム収録
12. going my way(3:34)
4thシングルカップリング、1stアルバム収録
13. 口笛(3:50)
1stアルバム収録
14. MY SWEET HOME(4:49)
3rdアルバム収録
15. キミ記念日 〜生まれて来てくれてアリガトウ。〜(4:39)
12thシングル、3rdアルバム収録
16. 花(4:38)
7thデジタルシングル、4thアルバム収録

### 生産限定盤DVD

#### DISC-1
- 〜Music Video〜

1. Promise
2. 涙
3. 友達に贈る歌
4. 二人いつまでも
5. アリガトウ
6. あなたのうた
7. ネバギバ！
8. 好きだよ。〜100回の後悔〜 (※Short ver.)
9. 100年先まで愛します。 (※Short ver.)
10. ラブレター。〜いつだって逢いたくて〜
11. ゴメンね…。〜お前との約束〜
12. 365日のラブストーリー。
13. 「でも…。でも…。でも…。」
14. 世界で一番ステキな君へ。
15. 月火水木金土日。〜君に贈る歌〜
16. 君と見る未来。
17. キミ記念日 〜生まれて来てくれてアリガトウ。〜
18. 失恋 〜君は今、幸せですか？〜
19. 花
20. 片想い。〜リナリア〜
21. 線香花火 〜8月の約束〜

#### DISC-2
- 〜Live Video〜
- 2012年12月30日に行われた「ソナポケイズム DE LA SPECIAL 〜冬の陣〜 in 日本ガイシホール」公演を収録。太字はCD未収録曲。

1. Opening
2. LOOOP
1stアルバム収録
3. going my way
4. 月火水木金土日。〜君に贈る歌〜
5. ホントお前で良かった。
3rdアルバム収録
6. 一期一会
8thシングルカップリング、3rdアルバム収録
7. 応援歌
3rdアルバム収録
8. 失恋 〜君は今、幸せですか？〜
9. 好きだよ。〜100回の後悔〜
10. 君と見る未来。
11. MIKATA
3rdアルバム収録
12. 青空
2ndアルバム収録
13. ソナポケ☆DISCO
1stアルバム収録
14. 世界で一番ステキな君へ。
15. キミ記念日 〜生まれて来てくれてアリガトウ。〜
16. ソナサポに贈る歌 〜SSCのテーマ〜
3rdアルバム通常盤収録
17. Promise
18. 支え
19. 花
20. 365日のラブストーリー。
(Extra Footage)
21. DJ ko-chan

## 演奏
- Sonar Pocket：Arrangement (DISC 2 #13)
- Soundbreakers
  - Arrangement (DISC 1 #1-15 DISC 2 #1-3.5.7.8.10.11.13.15.16)
  - Produce (DISC 1 #6.12 DISC 2 #7)
  - Remix (DISC 2 #12)
  - Acoustic Guitar (DISC 1 #3 DISC 2 #11)
- 木之下慶行
  - Arrangement (DISC 2 #4.9)
  - Sound Produce (DISC 2 #4)
  - Guitar, Programming (DISC 2 #4.9)
  - Bass (DISC 2 #9)
- KAY：Arrangement, Strings Arrangement (DISC 2 #6)
- Sayaka：Strings Arrangement (DISC 2 #6)
- CHIKAストリングス：(DISC 1 #1.5-7.14 DISC 2 #3.10)
- CHIKA：Strings Arrangement (DISC 1 #1.5-7.14 DISC 2 #3.10)
- 四家卯大ストリングス：(DISC 1 #2.3.13 DISC 2 #1)
- 四家卯大：Strings Arrangement (DISC 1 #2.3 DISC 2 #1)
- 真部裕ストリングス：(DISC 1 #4.10.11.15 DISC 2 #2.15.16)
- 真部裕：Strings Arrangement (DISC 1 #4.10.11.15 DISC 2 #2.15.16)
- 上江洌亮司：Rhythm Programming (DISC 2 #9)
- 秋山浩徳：Guitar (DISC 1 #1.14 DISC 2 #1.2.13)
- 高慶“CO-K”卓史：Guitar (DISC 1 #2.8)
- 石成正人：Guitar (DISC 1 #6 DISC 2 #7.10)
- 藤井謙二：Guitar (DISC 1 #7)
- 橘井健一：Guitar (DISC 1 #12)
- 町田昌弘：Guitar (DISC 2 #5)
- matty：Guitar (DISC 2 #8.11)
- 鹿島達也：Bass (DISC 1 #6)
- 沖山優司：Bass (DISC 2 #5)
- OZAYAN：Bass (DISC 2 #6)
- 平井直樹：Drums (DISC 2 #5)
- 井上龍：Piano (DISC 1 #3)
- 楊慶豪：Piano (DISC 2 #9)
- オオバコウスケ：Synthesizer (DISC 2 #4)
- 豊田耕三：Tin Whistle (DISC 1 #9)
- 戸田和雅子：Chorus (DISC 1 #2)
- 堤育子：Chorus (DISC 1 #4)